# Zelfontbranding (motortechniek)
Zelfontbranding in de motortechniek is het verschijnsel dat een mengsel van lucht (zuurstof) en brandstof spontaan ontbrandt bij een voldoende hoge temperatuur, de zelfontbrandingstemperatuur. Soms treedt het verschijnsel op doordat een nog gloeiende  koolafzetting van een vorige arbeidslag als ontsteking fungeert, waardoor er motortechnisch  een zelfontbranding optreedt, alhoewel het in feite een ingeleide verbranding is, maar  een ongecontroleerde.

## Dieselmotoren en mengselmotoren: basisprincipes
Een verbrandingsmotor perst gas of een gasmengsel samen in een verbrandingskamer, waarna het ontstoken wordt. Dit kan op twee manieren. Een dieselmotor perst lucht zeer sterk samen, waarbij de temperatuur van die lucht sterk oploopt. Wanneer dan brandstof verneveld wordt in de hete lucht vindt zelfontbranding plaats. Met andere woorden: de werking van dieselmotoren is gebaseerd op het principe van zelfontbranding. Bij mengselmotoren wordt geen lucht, maar een brandstof-lucht mengsel samengeperst, en de samenpersing (compressieverhouding) is veel lager dan bij een diesel, waardoor de temperatuur op grond van de eerste wet van Gay-Lussac minder hoog oploopt dan bij een diesel. De zelfontbrandingstemperatuur wordt niet bereikt, en om het mengsel te ontsteken is een extra prikkel (een vonk) nodig.

## Schadelijke zelfontbranding
Onder bepaalde omstandigheden ontbrandt een brandstof-luchtmengsel spontaan, voortijdig en onbeheerst. Verkeerde brandstof of vuilafzetting in de verbrandingskamer zijn bekende oorzaken en dit verschijnsel is op den duur zeer schadelijk voor mengselmotoren. Het geeft een karakteristiek geluid, dat als pingelen aangeduid wordt, hoewel het zowel laag- als hoogtonig kan zijn.
Hoewel een dieselmotor gebaseerd is op zelfontbranding, kan er wel een te vroege zelfontbranding plaatsvinden wanneer aangekoekt vuil ontbrandt, in het bijzonder roetachtige afzettingen. Veel kwaad kan dit meestal niet. Gewoonlijk brandt de motor zichzelf op den duur weer schoon, en bovendien zijn dieselmotoren meestal zwaar en stevig gebouwd omdat ze toch tegen hogere drukken en temperaturen bestand moeten zijn. Van enkele voortijdige verbrandingen ondervinden ze zelden schade. Omdat het meeste vuil verbrandt op het moment dat er nog geen brandstof aanwezig is, is de ontbranding meestal niet zo heftig. Wel loopt de temperatuur in de verbrandingskamer hoger op dan normaal, en dit kan in uitzonderlijke gevallen tot schade leiden.